# Partido Comunista de Extremadura
El Partido Comunista de Extremadura es la organización regional del Partido Comunista de España en Extremadura.
El partido fue inscrito en el registro de partidos políticos del Ministerio del Interior el 13 de noviembre de 1986.

## Fundación
El Partido Comunista de España (PCE) había surgido en Extremadura durante el primer semestre de 1932 como consecuencia de las tensiones internas de las organizaciones socialugetistas de las dos capitales de provincia, a lo que habría que añadir la peculiar aparición de un fuerte núcleo comunista en el pueblo cacereño de Aldea del Cano. Estos primeros comunistas extremeños se organizaron en dos estructuras provinciales (comités provinciales) que encuadraban a otras organizaciones locales (radios) en las que participaban los afiliados (292 en marzo de 1932 y 500 en diciembre de ese mismo año).
Desde un primer momento los dirigentes comunistas extremeños, al igual que sus correligionarios del resto del país, desplegaron una actividad política cuyo eje fundamental fue la aplicación de la política de clase contra clase en tierras extremeñas. Esta línea política, desarrollada por la Internacional Comunista a nivel mundial y por su sección española (PCE) a escala nacional, dividía el universo sociopolítico en dos grupos enfrentados: los verdaderos representantes de la clase obrera que aspiraban a la revolución (los comunistas y quienes les seguían) y la burguesía contrarrevolucionaria, grupo donde se incluían desde socialistas, demócratas, conservadores, fascistas, etc. Y dentro de esta estrategia política se enmarcaba el denominado Frente Único por la Base , fundamentado en la caracterización de la socialdemocracia como una fuerza claramente contrarrevolucionaria. Esta consideración se basaba en la actuación de los dirigentes socialistas que contrastaba con el carácter revolucionario de sus bases. Por ello los partidos comunistas debían atraer a esas bases socialistas, denunciando a los dirigentes socialistas; quedaba así formulada de denominada teoría del socialfascismo.
La realidad política-sindical de estos momentos (primeros años republicanos) en Extremadura se caracterizaba por la hegemonía de fuerzas de matiz social-ugetista, por un lado estaba el Partido Socialista Obrero Español (PSOE) que en junio de 1932 contaba con 8.116 afiliados encuadrados en 108 agrupaciones locales, tenía 15 de los 23 diputados de la región y dirigía un buen número de ayuntamientos. Y por otro lado se encontraba la UGT, destacando su Federación Nacional de Trabajadores de la Tierra (FNTT), que en la región alcanzaba un desarrollo notable al contar en sus filas con casi unos 58.000 afiliados a mediados de 1932 organizados en 235 secciones locales.
En este contexto los comunistas extremeños no dudaron en considerar a los dirigentes socialistas y ugetistas de su región como contrarrevolucionarios al apoyar a un gobierno que reprimía en esos momentos a las organizaciones de los trabajadores agrícolas, si bien paralelamente se postulaba que las bases de dichas organizaciones eran proclives a la revolución y "podrían prescindir de estos jefes traidores y socialfascistas" para seguir los postulados comunistas. Postulados comunistas que en Extremadura se concretaban en reivindicar la "libertad de los presos, el desarme de la guardia civil, la expropiación de los .latifundios, ... y la constitución de los soviets."
Con este programa político el PCE en Extremadura va a intentar expandirse por diversas localidades. En el segundo semestre de 1932 y durante los primeros meses de 1933, los militantes de la capital pacense intentaban extender la influencia del Partido Comunista a otras localidades de la provincia como Don Benito, La Albuera, Fuente del Maestre, Almendralejo o Villanueva de la Serena. En dicha provincia destacaba la labor sindical llevada a cabo por los comunistas de la ciudad de Badajoz tras su expulsión de la UGT, pues habían conseguido estructurar una alternativa sindical a la Federación Local ugetista, la Unión Local de Sindicatos (integrada en la central sindical de inspiración comunista Confederación General del Trabajo Unitaria -CGTU-) de la que formaba parte el potente Sindicato Autónomo de Campesinos, verdadero referente sindical de los obreros agrícolas de la capital pacense.

## Ideología política
La ideología del Partido Comunista de Extremadura, conforme a los Estatutos del PCE aprobados en su XX Congreso , es el marxismo-leninismo, manifestando la transformación revolucionaria de la sociedad y la edificación del socialismo en la Comunidad de Autónoma de Extremadura, como proceso emancipador del comunismo. Para ello apuesta por la Unidad Popular entre todos los partidos, organizaciones y movimientos sociales de carácter rupturista y transformador.